# Cagnes-sur-Mer
Cagnes-sur-Mer (in occitano Canha de Mar, in italiano storico Cagno) è un comune francese di 48 605 abitanti situato nel dipartimento delle Alpi Marittime della regione della Provenza-Alpi-Costa Azzurra.
Anche il pittore belga Georges-Émile Lebacq trascorse diversi anni a Cagnes, nella Villa delle Orchidee, nei pressi della tenuta Les Collettes che Renoir aveva acquistato per salvare un grande oliveto dall'abbattimento e che, come detto, aveva abitato.

## Geografia
Cagnes-sur-Mer è situata lungo la costa sud-orientale della Francia, a 14 km a sud-ovest di Nizza. Forma un unico agglomerato urbano con Saint-Laurent-du-Var ad est, Villeneuve-Loubet ad ovest e La Colle-sur-Loup a nord-ovest. Il comune di Cagnes-sur-Mer è attraversato dai fiume Cagne e Malvan.

## Storia
Dopo la conquista romana, portata a compimento nel 14 a.C., l'imperatore romano Augusto organizzò le Alpi in province, e il territorio di Cagnes dipese dalla provincia delle Alpi Marittime.
Nel corso del medioevo Cagnes fece parte della Borgogna Cisgiurana e poi del Regno d'Arles. Attorno al X secolo divenne parte della contea di Provenza, per poi passare ai re di Francia.
Nel 1309 Ranieri I di Monaco, signore di Monaco, divenne anche signore di Cagnes. Costruì il castello Grimaldi, che sarebbe presto diventato una proprietà e un feudo del ramo dei marchesi Grimaldi di Antibes, fino alla Rivoluzione francese.
Dal 1388 Cagnes divenne un'importante città di frontiera fra la Francia e l'Italia, quando la contea di Nizza, con la dedizione di Nizza alla Savoia, seguì le vicende storiche della Contea di Savoia, del Ducato di Savoia e del Regno di Sardegna sino al 1860, quando Nizza venne ceduta alla Francia.

## Monumenti e luoghi d'interesse
- Castello Grimaldi, costruito nel 1309 da Ranieri I di Monaco, subì nel corso dei secoli varie modifiche. Ospita al suo interno un museo.
- Chiesa dei Santi Pietro e Paolo, del XIII secolo
- Chiesa di Nostra Signora della Protezione

## Società

### Evoluzione demografica
Abitanti censiti

## Cultura

### Istruzione

#### Musei
- Museo Renoir, situato all'interno della casa dove il pittore passò gli ultimi anni della sua vita. Vi sono custodite ed esposte numerose opere dell'artista.

## Infrastrutture e trasporti

### Strade
La principale via d'accesso alla città è l'autostrada A8 che unisce Aix-en-Provence alla frontiera italiana.

### Ferrovie
La città è servita dalle stazioni ferroviarie di Cagnes-sur-Mer e Cros-de-Cagnes, entrambe poste lungo la linea Marsiglia-Ventimiglia.

## Amministrazione

### Gemellaggi
- Passavia, dal 1973